# Robin Woods
Robin Woods (14 février 1914 - 20 octobre 1997) est un prélat anglican qui a notamment exercé la charge d'évêque de Worcester entre 1971 et 1982.
Robin Woods naît dans une famille de prélats anglicans : son père, Edward Woods (1877-1953), est évêque de Lichfield ; son oncle, Theodore Woods (1874-1932), est évêque de Peterborough et de Winchester ; son frère, Frank Woods (1907-1992), est archevêque de Melbourne.
Ordonné diacre en 1938 et prêtre en 1939, Robin Woods exerce successivement les charges d'archidiacre de Sheffield (1958-1962), doyen de Windsor (1962-1970) puis évêque de Worcester (1971-1982).
À la télévision, le rôle de Robin Woods est interprété par Tim McMullan dans le septième épisode (« Poussière de Lune ») de la saison 3 de The Crown.